# داندس (مینه‌سوتا)
داندس، مینه‌سوتا (به انگلیسی: Dundas, Minnesota) یک شهر در ایالات متحده آمریکا است که در مینه‌سوتا واقع شده‌است.

## خصوصیات
داندس ۴٫۹۷ کیلومترمربع مساحت و ۱٬۳۶۷ نفر جمعیت دارد و ۲۸۴ متر بالاتر از سطح دریا واقع شده‌است.